# Дотри, Крис
Кристофер Адам «Крис» Дотри (англ. Christopher Adam "Chris" Daughtry, род. 26 декабря 1979) — американский певец, автор песен, музыкант и актёр, наиболее известный как вокалист и гитарист рок-группы Daughtry и финалист American Idol сезона 2006 года. После выбывания из American Idol, Дотри подписал контракт с лейблом RCA и сформировал группу Daughtry, одноименный дебютный альбом которой стал самым быстро продаваемым рок-альбомом в истории Nielsen SoundScan, распродавшись тиражом более одного миллиона копий менее, чем за пять недель с даты релиза. Альбом был записан до того, как группа официально сформировалась, делая Дотри единственным официальным участником на записи.
На девятой неделе после релиза, Daughtry возглавил чарт Billboard 200. На данный момент Крис Дотри является третьим наиболее успешным участником American Idol по количеству распроданных альбомов, уступая лишь Келли Кларксон и Кэрри Андервуд — при этом обе, в отличие от Дотри, выиграли сезоны шоу, в которых участвовали. На 50-й ежегодной церемонии вручения наград «Грэмми» группа была номинирована в категории «Лучшая рок-песня» за сингл «It’s Not Over».
Со времени выхода дебютного альбома Дотри успел совместно поработать над песнями с большим количеством артистов, включая Slash, Sevendust, Theory of a Deadman, Чеда Крюгера из Nickelback, Чеда Арнольда из 3 Doors Down, Винса Гилла и Карлоса Сантана. Он известен своей техникой мощного белтинга и широким вокальным диапазоном.

## Биография и карьера

### Ранние годы, Cadence и Absent Element
Крис Дотри родился в городе Роанок-Рапидс, штат Северная Каролина, США, и рос в городе Ласкер того же штата до 14 лет. Его родители, Сандра и Джеймс «Пит» Дотри, живут в городе Пальмира, штат Виргиния, где жил и Крис, пока не переехал в пригород Гринсборо — МакЛинсвиль, Северная Каролина. Его брат Кеннет живёт в Северном Уилксборо, Северная Каролина.
С 16 лет Дотри начал всерьёз заниматься пением и музыкой. Он брал уроки игры у блюз-рок гитариста Мэтта Джаггера в Stacy’s Music store в Шарлоттсвиле и у Марка Эберта в Лоринбурге, Северная Каролина, а также получал советы от Энди Уолдека, фронтмена группы Earth to Andy, который указан первым в заметках к дебютному альбому Daughtry. В школьные годы Дотри играл со своими группами в местных клубах на разогреве у своего будущего коллеги по Daughtry Брайана Крэддока и его группы My Dog Lucy, а также у Мэтта Джаггера. Во время обучения в школе Дотри участвовал в двух постановках: The Wiz (мюзикл на основе «Волшебника из страны Оз») и Питер Пэн.
Школьная группа Дотри называлась Cadence — в её составе он был вокалистом и ритм-гитаристом. Группа записала и выпустила один альбом All Eyes on You (1999), который изредка можно найти на eBay. Позднее Дотри пел и играл на гитаре в различных группах города Берлингтон, таких как Absent Element. Эта группа состояла из Дотри на вокале и гитаре, лид-гитариста Марка Перри, барабанщика Скотта Кроуфорда и басиста Райана Эндрюса, и в 2005 году выпустила альбом Uprooted. На этом альбоме были изданы песни «Conviction» и «Breakdown», которые впоследствии Daughtry совместила в одну композицию «Breakdown» и выпустила на дебютном одноименном альбоме.
В 2005 году Дотри проходил прослушивание для конкурса певцов «Rock Star: INXS» на канале CBS. Он не прошёл до этапа съёмок. Бывший барабанщик Daughtry Джоуи Барнс был на том же прослушивании, прошёл его, но вышел из конкурса из-за несогласия с условиями контракта.

### American Idol
Дотри проходил прослушивание в American Idol в Денвере, штат Колорадо, с песней The Box Tops «The Letter». Его представляли как молодого рокера, вдохновленного хард-роком и саузерн-роком. Он прошёл прослушивание несмотря на разделившееся мнение судей: одобренный Полой Абдул и Рэнди Джексоном, но не одобренный Саймоном Коуэллом, который посчитал Дотри слишком «роботоподобным» на тот момент. После получения «Золотого билета» в Голливуд, Дотри исполнил «The First Cut Is the Deepest», а также «Emotion» в трио с Эйсом Янгом и Бобби Буллардом. Песня, которую Дотри исполнил а капелла оставалась неизвестной до трансляции American Idol Rewind о пятом сезоне, где было показано, что ей была «Your Song» Элтона Джона.
В итоге Дотри дошёл до Топ-24. 1 марта 2006 года он спел песню группы Fuel «Hemorrhage (In My Hands)», получив одобрение от всех трёх судей за искренность в исполнении. В интервью 3 марта 2006 года Рэнди Джексон заявил, что Дотри поступило предложение стать вокалистом группы Fuel. На вечеринке по поводу возвращения домой Дотри сказал, что отклонил предложение, но «было бы здорово как-нибудь поработать с ней».
Выступление Дотри 21 марта 2006 года, на котором была исполнена минорная интерпретация песни Джонни Кэша «I Walk the Line», вызвало волну обсуждения. Эта версия песни была основана на кавере группы Live, выпущенном в 2001 году на трибьют-альбоме Good Rockin' Tonight: The Legacy of Sun Records. Ни Дотри, ни судьи (которые единогласно одобрили исполнение) не упомянули кавер Live в эфире, и некоторым зрителям показалось, что Дотри попытался выдать интерпретацию за свою. В интервью изданию Entertainment Weekly Дотри защитил себя, сказав «Так вышло не по моей вине. Ты говоришь многое в [записанном заранее] интервью, а когда дело доходит до монтажа — что-то удаляется из-за установленных временных рамок. В интервью я упомянул, что буду петь интерпретацию песни от группы, которую я очень сильно уважаю. Вокалист Live, Эд Ковальчик, позвонил мне и сказал 'Мужик, не слушай все это.'…Было действительно здорово получить такую поддержку». 2 августа 2008 года Дотри, Ковальчик и Live вместе исполнили «I Walk the Line» на фестивале Tom’s River Fest в Нью Джерси.
Дотри оказался в финальной четвёрке 10 мая 2006 года, но вместе с Кэтрин Макфи стал претендентом на выбывание. После того, как Райан Сикрест поинтересовался, кто должен быть отправлен домой, Коуэлл ответил, что это Макфи. Сикрест ответил, что выбывает Дотри, и спросил у Криса, удивлён ли он — попавший в ступор Дотри ответил «Немного, да». СМИ уцепились за неожиданное выбывание, начались слухи о возможной ошибке в системе подсчёта голосов телезрителей. Но сайт DialIdol, ответственный за подсчёт, показал, что Дотри получил меньше всех голосов в течение недели перед выбыванием. В интервью после случившегося Дотри сказал, что считает причиной выбывания то, что его фанаты были слишком уверены в «безопасности» Дотри на шоу, и не звонили для голосования. Позже он сказал, что самый лучший совет за всю его жизнь — «Не верь в ажиотаж вокруг себя», вероятно, ссылаясь на выбывание из American Idol.
В финале шоу 24 мая 2006 года Дотри вместе с группой Live исполнил песню «Mystery» в театре Kodak Theater в Голливуде. Позднее запись исполнения с Дотри на бэк-вокале была выложена на официальной странице Live на MySpace.
Список выступлений
| Неделя            | Тема                                 | Песня                                           | Оригинальный исполнитель | Статус      |
| ----------------- | ------------------------------------ | ----------------------------------------------- | ------------------------ | ----------- |
| Прослушивание     | Свой выбор                           | «The Letter»                                    | The Box Tops             | Прошёл      |
| Голливуд          | Групповое исполнение                 | «Emotion» с Эйсом Янгом и Бобби Буллардом       | Саманта Сэнг             | Прошёл      |
| Полуфиналы Топ-24 | Свой выбор                           | «Wanted Dead or Alive»                          | Bon Jovi                 | Прошёл      |
| Полуфиналы Топ-20 | Свой выбор                           | «Hemorrhage (In My Hands)»                      | Fuel                     | Прошёл      |
| Полуфиналы Топ-16 | Свой выбор                           | «Broken»                                        | Seether и Эми Ли         | Прошёл      |
| Топ-12            | Песни Стиви Уандера                  | «Higher Ground»                                 | Стиви Уандер             | Прошёл      |
| Топ-11            | Хиты 1950-х                          | «I Walk the Line»                               | Джонни Кэш               | Прошёл      |
| Топ-10            | Хиты 21 века                         | «What If»                                       | Creed                    | Прошёл      |
| Топ-9             | Музыка кантри                        | «Making Memories of Us»                         | Кит Урбан                | Прошёл      |
| Топ-8             | Музыка группы Queen                  | «Innuendo»                                      | Queen                    | Прошёл      |
| Топ-7             | Великая американская книга песен     | «What a Wonderful World»                        | Луи Армстронг            | Последние 2 |
| Топ-6             | Величайшие песни о любви             | «Have You Ever Really Loved a Woman?»           | Брайан Адамс             | Прошёл      |
| Топ-5             | Песня года рождения Топ-10 Billboard | «Renegade» «I Dare You»                         | Styx Shinedown           | Прошёл      |
| Топ-4             | Песни Элвиса                         | «Suspicious Minds» «A Little Less Conversation» | Элвис Пресли             | Выбыл       |

### События после American Idol
После выбывания из American Idol, Дотри принял участие в ряде ток-шоу, что с годами становилось обычной практикой для тех, кто не победил. Он побывал на The Tonight Show, Total Request Live и The Today Show. Также Дотри появился в шоу Live with Regis and Kelly и The Ellen DeGeneres Show, где исполнил «Wanted Dead or Alive». В следующем эпизоде шоу, когда Эллен Дедженерес брала интервью у бывших президентов Билла Клинтона и Джоджа Буша старшего, которые сотрудничали в рамках фонда для жертв урагана Катрина, она даже шутя спросила, можно ли как-то повлиять на выбывание Криса Дотри.

### Актёрские работы
Актёрский дебют Дотри состоялся в эпизоде сериала C.S.I.: Место преступления Нью-Йорк #100.
В марте 2015 года было анонсировано, что Дотри исполнит роль рокера, пристрастившегося к наркотикам, и напишет оригинальную музыку к новой трагикомедии Studio City, но в мае 2015 года стало известно, что студия Fox отменила заказ шоу.
Дотри исполнил роль Иуды Искариота в библейской телепостановке The Passion, которая транслировалась в эфире 20 марта 2016 года. В этом мюзикле Дотри исполнял кавер-версии известных песен, в том числе Evanescence «Bring Me to Life» и Imagine Dragons «Demons».
| Год  | Название                            | Роль                            | Заметки                                      |
| ---- | ----------------------------------- | ------------------------------- | -------------------------------------------- |
| 2006 | American Idol                       | В роли самого себя (конкурсант) | 5 сезон, 4 место                             |
| 2008 | C.S.I.: Место преступления Нью-Йорк | Мак Тэйлор                      | 5 сезон, эпизод 8 «Меня зовут Мак Тэйлор»    |
| 2014 | Star Wars: Cantina Bands            | Крис Дартри                     | Комедийная миниатюра от CollegeHumorOriginal |
| 2015 | Studio City                         | Кит Роудс                       |                                              |
| 2016 | The Passion: Live                   | Иуда                            | Телемюзикл                                   |
| 2016 | Trolland                            | канцлер Олаф                    | озвучка                                      |

### Комиксы
Дотри интересуется рисованием комиксов и является фанатом Бэтмена. В 2016 году первый опубликованный арт Дотри появился в качестве варианта обложки к 50 выпуску комикса Batman (Volume 2).

## Вдохновители
На музыкальный вкус Криса Дотри оказали влияние Creed, Bush, Live, Pearl Jam, Green Day, Alice in Chains, Soundgarden, Stone Temple Pilots, Journey, Bon Jovi и Fuel. По его словам, Дотри вырос на рок-музыке и хард роке.

## Дискография

### Cadence
- All Eyes on You (1999)

### Absent Element
- Uprooted (2005)

### Daughtry
- Daughtry (2006) — 1 позиция Billboard 200
- Leave This Town (2009) — 1 позиция Billboard 200
- Break The Spell (2011) — 8 позиция Billboard 200
- Baptized (2013) — 6 позиция Billboard 200

### Прочие работы
| Год  | Исполнитель           | Альбом                                                  | Песня                                         | Вид участия             |
| ---- | --------------------- | ------------------------------------------------------- | --------------------------------------------- | ----------------------- |
| 2007 | 12 Stones             | Anthem for the Underdog                                 | «Broken Road»                                 | Автор песни             |
| 2008 | Sevendust             | Chapter VII: Hope & Sorrow                              | «The Past»                                    | Основной вокал          |
| 2008 | Theory of a Deadman   | Scars & Souvenirs                                       | «By the Way»                                  | Бэк-вокал               |
| 2008 | Third Day             | Revelation                                              | «Slow Down»                                   | Бэк-вокал               |
| 2009 | Timbaland             | Shock Value II                                          | «Long Way Down»                               | Основной вокал          |
| 2009 | Крис Аллен            | Kris Allen                                              | «Send Me All Your Angels»                     | Автор песни             |
| 2009 | Эллисон Ираэта        | Just Like You                                           | «Don’t Wanna Be Wrong»                        | Автор песни             |
| 2010 | Day of Fire           | Losing All                                              | «Hello Heartache» «When I See You» «Airplane» | Автор песни             |
| 2010 | Lifehouse             | Smoke & Mirrors                                         | «Had Enough»                                  | Бэк-вокал и автор песни |
| 2010 | Carlos Santana        | Guitar Heaven: The Greatest Guitar Classics of All Time | «Photograph»                                  | Основной вокал          |
| 2012 | Различные исполнители | Pacific Standard Time                                   | «4 A.M.»                                      | Основной вокал          |
| 2013 | Колтон Диксон         | A Messenger                                             | «Rise»                                        | Автор песни             |